# Casa Calvet
Casa Calvet je budova navržená Antonim Gaudím, stojící na ulici Casp v barcelonské čtvrti Eixample. Byla postavena roku 1899.
Stavba byla provedena na zakázku Andreua Calveta, výrobce textilu, pro podnikání (v přízemí a suterénu) i pro bydlení (v horních patrech).
Casa Calvet je považována za nejkonzervativnější dílo architekta. Podle odborníků, vysvětlení spočívá v tom, že za prvé, Gaudí musel přizpůsobit stávající budovy a na straně druhé musel vzít v úvahu, že se nachází v elegantní čtvrti. Symetrie, rovnováha a pořádek, které charakterizují Casa Calvet, nejsou obvyklé v práci Gaudího. Nicméně jsou vidět prvky modernismu, například křivočaré štíty na přední části tribuny proskleného balkonu. Sloupy lemující vchod a připomínají cívky nití jsou narážkou na Calvetův textilní podnik. Kování je dílo Josepa Perpinyà.
V horní části fasády jsou busty tří patronů města Vilassar de Dalt, kde žili Calvetovi: Petr Veronský, Genesius z Arlu a Genesius Římský. Byla to první stavba oceněna radou města na Concurs anual d'edificis artístics (1899).
Roku 1969 byla prohlášena španělskou kulturní památkou.

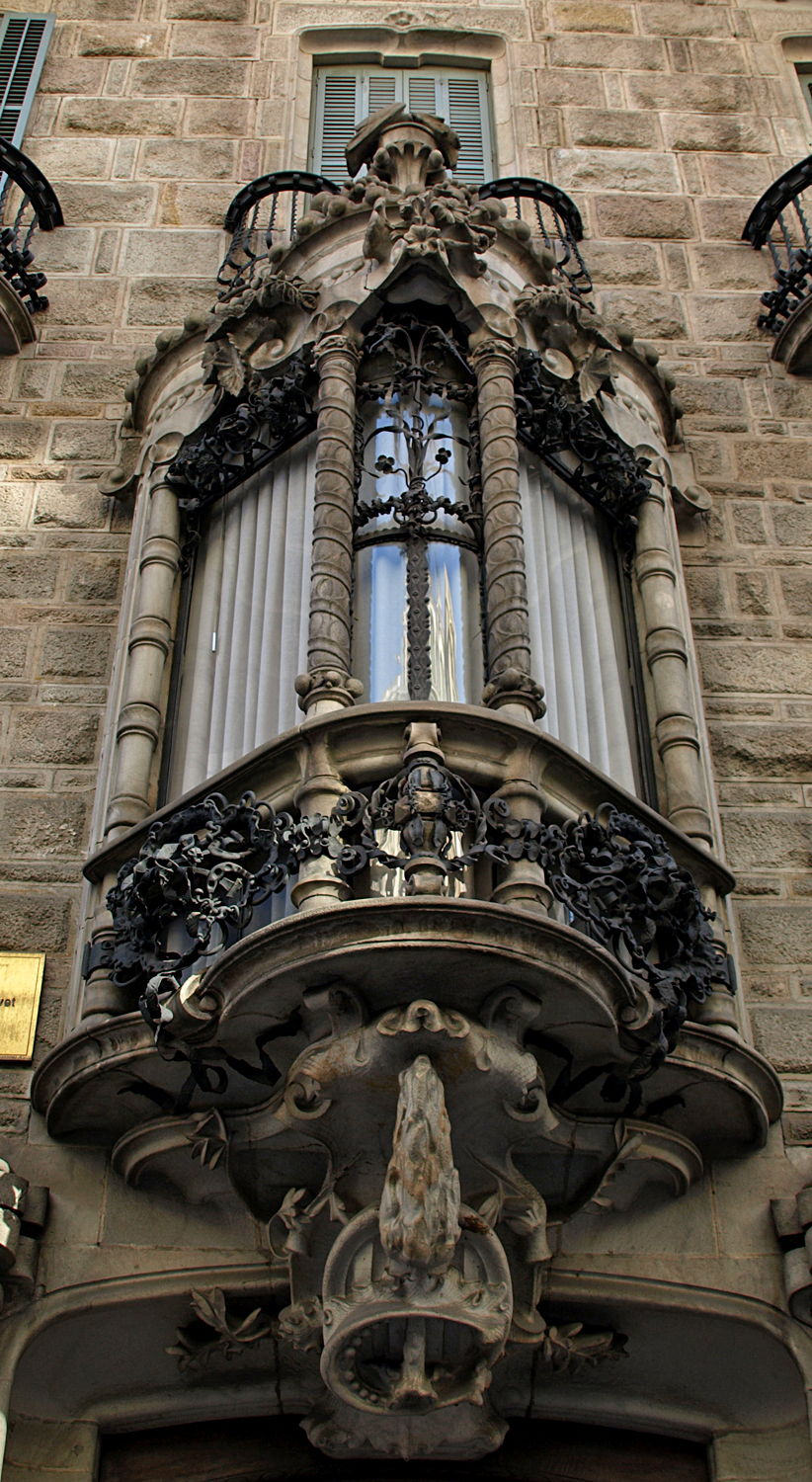
Prosklený balkon
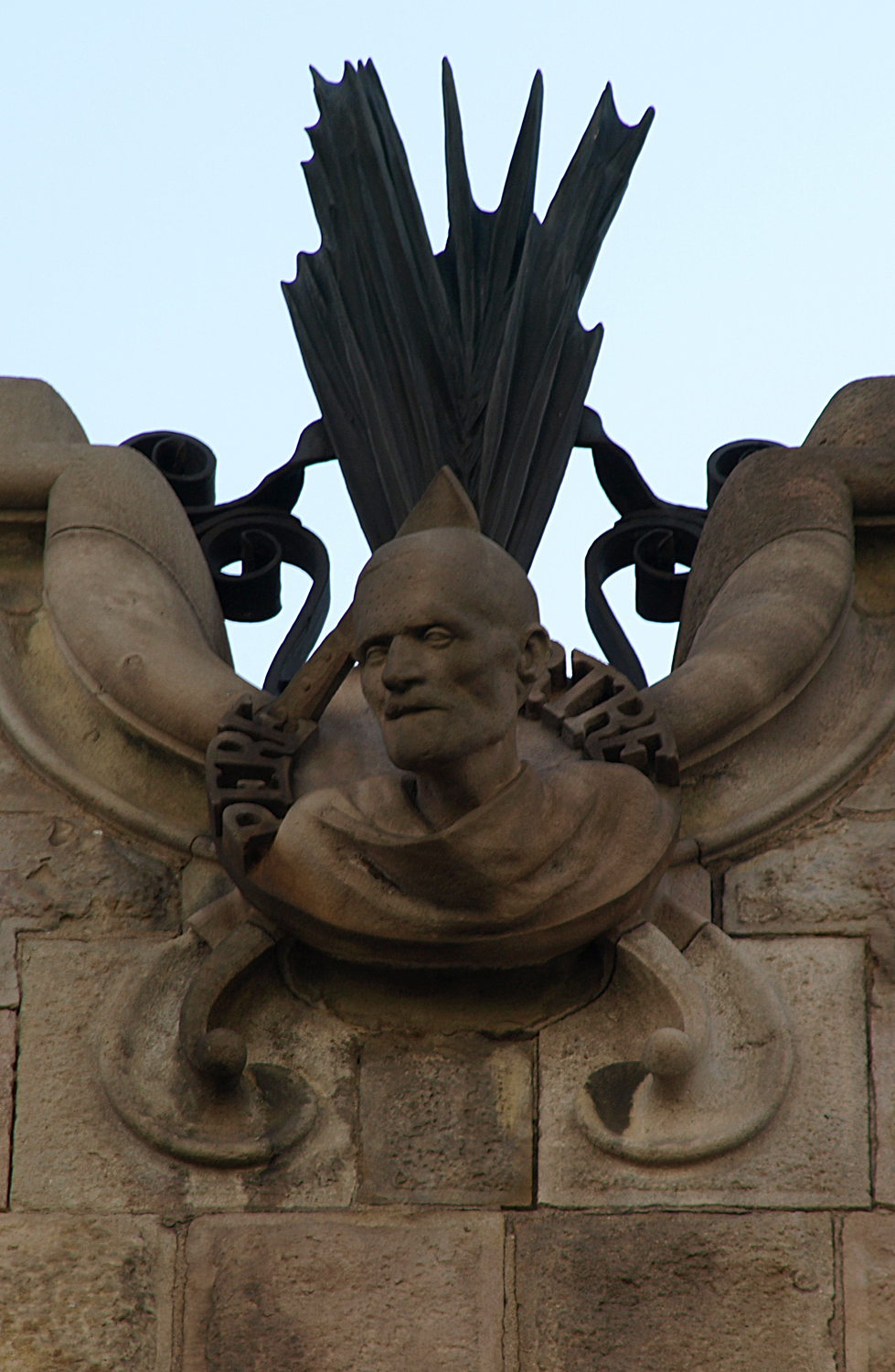
Busta na fasádě
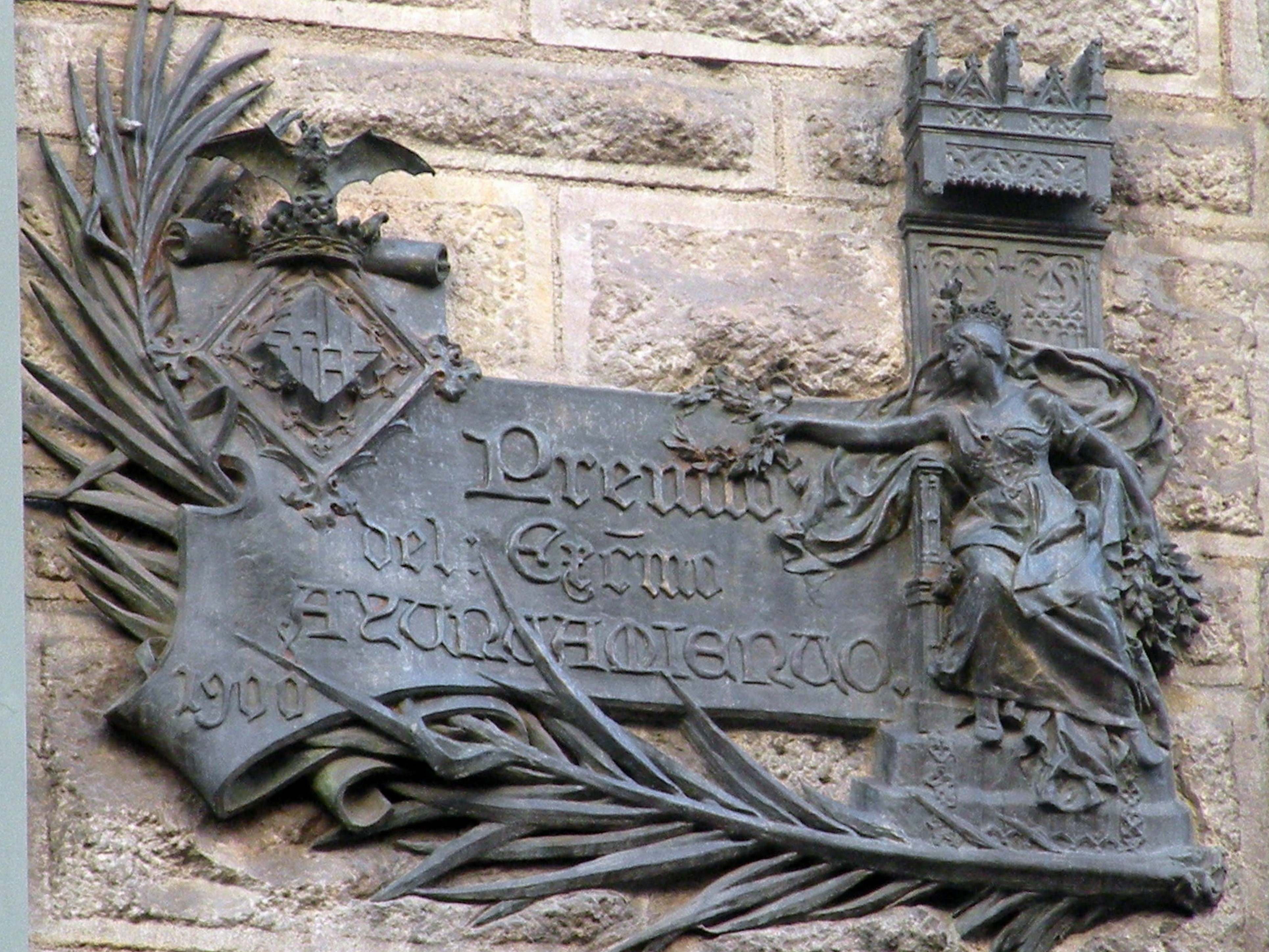
Premio del Extmo Ayuntamiento - plaketa na fasádě